# Francisco Felicilda
Francisco Felicilda ist ein philippinischer Poolbillardspieler.

## Karriere
Bei der 9-Ball-Weltmeisterschaft 2010 erreichte Felicilda das Viertelfinale, verlor dieses jedoch gegen den späteren Weltmeister, seinen Landsmann Francisco Bustamante.
Bei der 8-Ball-WM 2011 schied Felicilda in der Vorrunde aus.
2014 unterlag er in der Runde der letzten 64 der 9-Ball-WM seinem Landsmann Elmer Haya.